# SN 2006sf
SN 2006sf – supernowa typu Ia odkryta 14 listopada 2006 roku w galaktyce A020811-0351. W momencie odkrycia miała maksymalną jasność 22,50m.